# Finale del campionato europeo femminile di calcio 1997
La finale del campionato europeo femminile di calcio 1997 si tenne il 12 luglio 1997 all'Ullevaal Stadion di Oslo tra le nazionali femminili di Germania e Italia terminata con la vittoria per 2-0 delle tedesche che hanno così conquistato il titolo europeo per la quarta volta, la seconda consecutiva. 

## Cammino verso la finale
Tedesche e azzurre furono inserite entrambe nel gruppo B, insieme a Norvegia e Danimarca.
Il 30 giugno tedesche e azzurre si affrontarono nella partita d'esordio del gruppo B e terminò in parità; le campionesse in carica passarono in vantaggio a inizio ripresa con Meinert ma vennero raggiunte sull'1-1 da una rete di Carta al 71'. Tre giorni dopo la Germania ottenne un altro pareggio, stavolta a reti bianche, contro la Norvegia. Anche l'Italia pareggiò nuovamente, stavolta per 2-2, contro la Danimarca; dopo aver chiuso il primo tempo in svantaggio per la rete di Terp le azzurre pareggiarono a inizio ripresa grazie al gol siglato da Morace, ma andarono nuovamente sotto a causa del gol di Pedersen prima di ottenere il definitivo 2-2 con Panico. Nella terza e ultima giornata, la Germania vinse 2-0 contro la Danimarca con le reti di Meyer e Prinz, mentre le azzurre sconfissero con il medesimo risultato la Norvegia con una doppietta di Morace; Italia e Germania conclusero il girone a pari punti e stessa differenza reti, pertanto risultarono decisivi i gol messi a segno (5 l'Italia, 3 la Germania); eliminate Norvegia e Danimarca.
Il 9 luglio, in semifinale, le tedesche sconfissero la Svezia a Karlstad per 1-0 con rete decisiva di Wiegmann siglata negli ultimi minuti di gioco. Nell'altra semifinale giocata lo stesso giorno a Lillestrøm le azzurre si trovarono di fronte la Spagna; le italiane chiusero il primo tempo sul 2-0 con le reti messe a segno all'11' da Fiorini e al 29' da Morace. Le spagnole trovarono la rete della bandiera solamente ad un minuto dalla fine con Parejo. La partita finì 2-1.

### Tabella riassuntiva del percorso
| Pos. | Squadra   | Pt | G | V | N | P | GF | GS | DR |
| ---- | --------- | -- | - | - | - | - | -- | -- | -- |
| 1.   | Italia    | 5  | 3 | 1 | 2 | 0 | 5  | 3  | +2 |
| 2.   | Germania  | 5  | 3 | 1 | 2 | 0 | 3  | 1  | +2 |
| 3.   | Norvegia  | 4  | 3 | 1 | 1 | 1 | 5  | 2  | +3 |
| 4.   | Danimarca | 1  | 3 | 0 | 1 | 2 | 2  | 9  | -7 |

| Pos. | Squadra   | Pt | G | V | N | P | GF | GS | DR |
| ---- | --------- | -- | - | - | - | - | -- | -- | -- |
| 1.   | Italia    | 5  | 3 | 1 | 2 | 0 | 5  | 3  | +2 |
| 2.   | Germania  | 5  | 3 | 1 | 2 | 0 | 3  | 1  | +2 |
| 3.   | Norvegia  | 4  | 3 | 1 | 1 | 1 | 5  | 2  | +3 |
| 4.   | Danimarca | 1  | 3 | 0 | 1 | 2 | 2  | 9  | -7 |

## Descrizione della partita
Dopo essersi affrontate nella fase a gironi, Germania e Italia si ritrovarono nuovamente di fronte a giocarsi il titolo europeo.
La partita si concluse sul 2-0 per le tedesche; a decidere la finale furono le reti messe a segno da Minnert nel primo tempo a da Prinz nella ripresa, le quali assicurarono alla Germania il secondo titolo europeo consecutivo e il quarto delle ultime sei edizioni.

## Tabellino
| Arbitro: | Gitte Lyngo Nielsen |

|                       |           |  |
| Minnert 22’ Prinz 49’ | Marcatori |  |

| Germania | Italia |

| Germania (5-2-3) |    |                   |     |     |
|                  |    |                   |     |     |
| P                | 1  | Silke Rottenberg  |     |     |
| D                | 3  | Sandra Minnert    |     |     |
| D                | 2  | Kerstin Stegemann |     |     |
| D                | 4  | Steffi Jones      |     |     |
| D                | 5  | Doris Fitschen    |     |     |
| D                | 17 | Ariane Hingst     |     |     |
| C                | 6  | Pia Wunderlich    | 51’ |     |
| C                | 8  | Bettina Wiegmann  |     |     |
| A                | 20 | Monika Meyer      |     | 68’ |
| A                | 9  | Birgit Prinz      |     | 81’ |
| A                | 11 | Maren Meinert     |     | 87’ |
| Sostituzioni:    |    |                   |     |     |
| D                | 13 | Claudia Klein     |     | 87’ |
| A                | 18 | Sandra Smisek     |     | 81’ |
| A                | 7  | Claudia Müller    |     | 68’ |
| Selezionatore:   |    |                   |     |     |
| Tina Theune      |    |                   |     |     |

| Italia (5-3-2) |    |                    |     |     |
|                |    |                    |     |     |
| P              | 1  | Giorgia Brenzan    |     |     |
| D              | 16 | Silvia Nannini     |     | 31’ |
| D              | 3  | Daniela Tavalazzi  |     |     |
| D              | 4  | Emma Iozzelli      | 23’ |     |
| D              | 5  | Raffaella Salmaso  |     | 71’ |
| D              | 6  | Federica D'Astolfo |     |     |
| C              | 17 | Manuela Tesse      |     |     |
| C              | 8  | Antonella Carta    |     |     |
| C              | 10 | Florinda Ciardi    |     |     |
| A              | 9  | Carolina Morace    |     |     |
| A              | 11 | Patrizia Panico    |     | 61’ |
| Sostituzioni:  |    |                    |     |     |
| A              | 7  | Silvia Fiorini     |     | 31’ |
| A              | 18 | Rita Guarino       |     | 61’ |
| D              | 2  | Damiana Deiana     |     | 71’ |
| Selezionatore: |    |                    |     |     |
| Sergio Guenza  |    |                    |     |     |

|  | Regole incontro: - 90 minuti. - 30 minuti di tempi supplementari se necessario. - Tiri di rigore se l'incontro finisce in parità. - Dodici atlete a disposizione come sostituti. - Tre sostituzioni massime durante l'incontro. |